# Grand Prix Japonii 2007

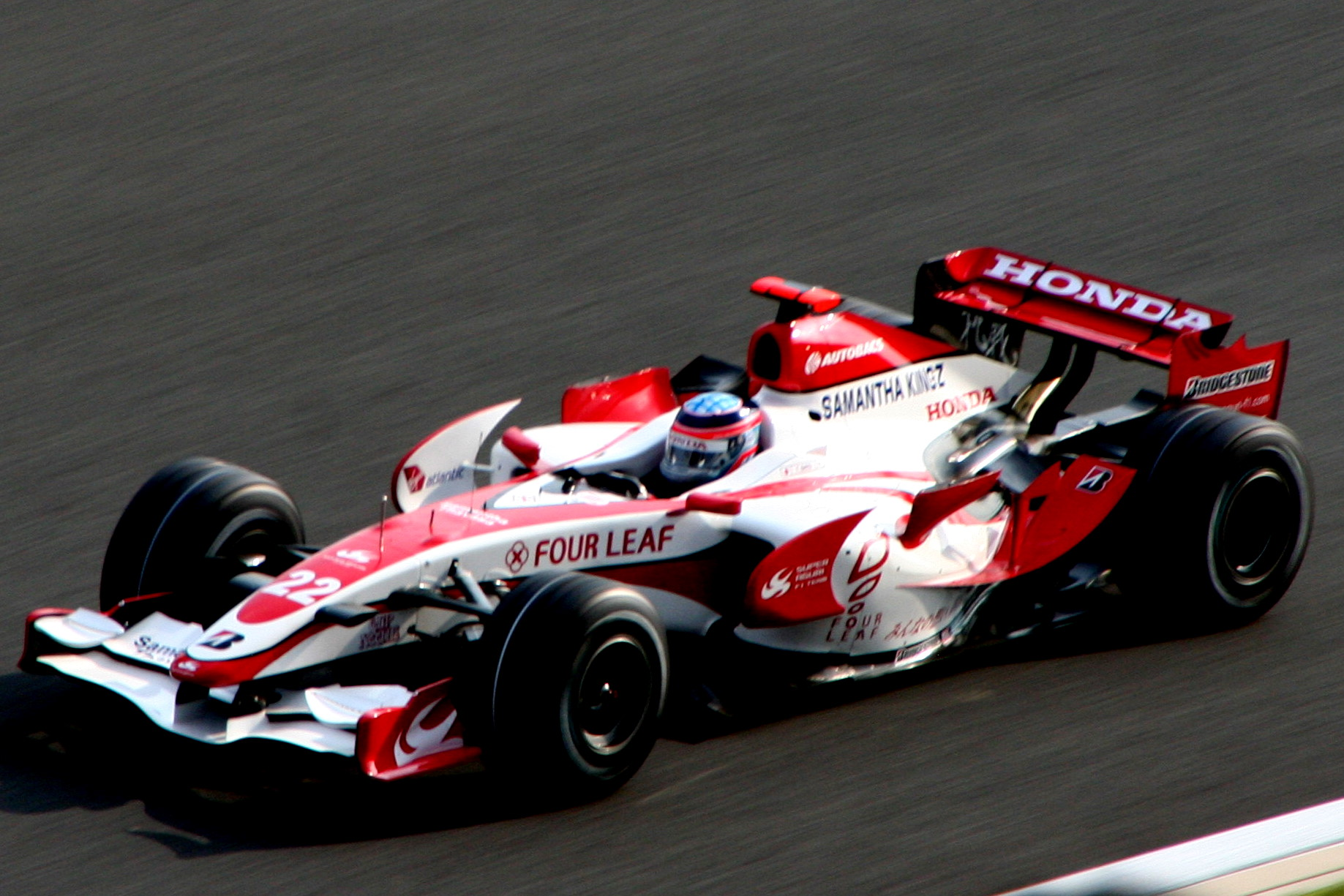
Takuma Satō podczas Grand Prix Japonii 2007

Wyniki Grand Prix Japonii, piętnastej rundy Mistrzostw Świata Formuły 1 w sezonie 2007.

## Wyniki

### Sesje treningowe
| Sesja | Nr | Kierowca       | Konstruktor      | Czas     | Okr. |
| ----- | -- | -------------- | ---------------- | -------- | ---- |
| 1     | 6  | Kimi Räikkönen | Ferrari          | 1:19.119 | 26   |
| 2     | 2  | Lewis Hamilton | McLaren-Mercedes | 1:18.734 | 38   |
| 3     | 17 | Alexander Wurz | Williams-Toyota  | 1:32.746 | 1    |

### Kwalifikacje
| Poz. | Nr | Kierowca             | Konstruktor        | Q1       | Q2       | Q3       | Poz. s. |
| --- | --- | -------------------- | ------------------ | -------- | -------- | -------- | ------- |
| 1 | 2 | Lewis Hamilton       | McLaren-Mercedes   | 1:25.489 | 1:24.753 | 1:25.368 | 1       |
| 2 | 1 | Fernando Alonso      | McLaren-Mercedes   | 1:25.379 | 1:24.806 | 1:25.438 | 2       |
| 3 | 6 | Kimi Räikkönen       | Ferrari            | 1:25.390 | 1:24.988 | 1:25.516 | 3       |
| 4 | 5 | Felipe Massa         | Ferrari            | 1:25.359 | 1:25.049 | 1:25.765 | 4       |
| 5 | 9 | Nick Heidfeld        | BMW Sauber         | 1:25.971 | 1:25.248 | 1:26.505 | 5       |
| 6 | 16 | Nico Rosberg         | Williams-Toyota    | 1:26.579 | 1:25.816 | 1:26.728 | 15      |
| 7 | 7 | Jenson Button        | Honda              | 1:26.614 | 1:25.454 | 1:26.913 | 6       |
| 8 | 15 | Mark Webber          | Red Bull-Renault   | 1:25.970 | 1:25.535 | 1:26.914 | 7       |
| 9 | 19 | Sebastian Vettel     | Toro Rosso-Ferrari | 1:26.025 | 1:25.909 | 1:26.973 | 8       |
| 10 | 10 | Robert Kubica        | BMW Sauber         | 1:26.300 | 1:25.530 | 1:27.225 | 9       |
| 11 | 3 | Giancarlo Fisichella | Renault            | 1:26.909 | 1:26.033 |          | 10      |
| 12 | 4 | Heikki Kovalainen    | Renault            | 1:27.223 | 1:26.232 |          | 11      |
| 13 | 14 | David Coulthard      | Red Bull-Renault   | 1:26.904 | 1:26.247 |          | 12      |
| 14 | 12 | Jarno Trulli         | Toyota             | 1:26.711 | 1:26.253 |          | 13      |
| 15 | 18 | Vitantonio Liuzzi    | Toro Rosso-Ferrari | 1:27.234 | 1:26.948 |          | PIT     |
| 16 | 11 | Ralf Schumacher      | Toyota             | 1:27.191 | -        |          | 14      |
| 17 | 8 | Rubens Barrichello   | Honda              | 1:27.323 |          |          | 16      |
| 18 | 17 | Alexander Wurz       | Williams-Toyota    | 1:27.454 |          |          | 17      |
| 19 | 23 | Anthony Davidson     | Super Aguri-Honda  | 1:27.564 |          |          | 18      |
| 20 | 20 | Adrian Sutil         | Spyker-Ferrari     | 1:28.628 |          |          | 19      |
| 21 | 22 | Takuma Satō          | Super Aguri-Honda  | 1:28.792 |          |          | 20      |
| 22 | 21 | Sakon Yamamoto       | Spyker-Ferrari     | 1:29.668 |          |          | 21      |
| Poz. | Nr | Kierowca             | Konstruktor        | Q1       | Q2       | Q3       | Poz. s. |
| \| Legenda \| Legenda \| \| ------------------------ \| ---------------------------------------------------------------------------------------------------------------------------------------------------------------------------------------------------------------------------------------------------------------- \| \| Poz. Nr Q1 Q2 Q3 Poz. s. \| Pozycja zajęta w sesji kwalifikacyjnej Numer startowy kierowcy Wynik uzyskany w pierwszej części kwalifikacji Wynik uzyskany w drugiej części kwalifikacji Wynik uzyskany w trzeciej części kwalifikacji Pozycja startowa po uwzględnięniu kar, przesunięć, itp. \| | |                      |                    |          |          |          |         |
| Legenda | |                      |                    |          |          |          |         |
| Poz. Nr Q1 Q2 Q3 Poz. s. | Pozycja zajęta w sesji kwalifikacyjnej Numer startowy kierowcy Wynik uzyskany w pierwszej części kwalifikacji Wynik uzyskany w drugiej części kwalifikacji Wynik uzyskany w trzeciej części kwalifikacji Pozycja startowa po uwzględnięniu kar, przesunięć, itp. |                      |                    |          |          |          |         |

### Wyścig
| P                 | + / –     | Nr | Kierowca             | Konstruktor        | Okr. | Czas / Strata | Komentarz          |
| ----------------- | --------- | -- | -------------------- | ------------------ | ---- | ------------- | ------------------ |
| 1                 | Bez zmian | 2  | Lewis Hamilton       | McLaren-Mercedes   | 67   | 2h00:34.579   |                    |
| 2                 | 9         | 4  | Heikki Kovalainen    | Renault            | 67   | +0:08.377     |                    |
| 3                 | Bez zmian | 6  | Kimi Räikkönen       | Ferrari            | 67   | +0:09.478     |                    |
| 4                 | 8         | 14 | David Coulthard      | Red Bull-Renault   | 67   | +0:20.297     |                    |
| 5                 | 5         | 3  | Giancarlo Fisichella | Renault            | 67   | +0:38.864     |                    |
| 6                 | 2         | 5  | Felipe Massa         | Ferrari            | 67   | +0:49.042     | [ 4 ]              |
| 7                 | 2         | 10 | Robert Kubica        | BMW Sauber         | 67   | +0:49.285     | [ 5 ]              |
| 8                 | 12        | 20 | Adrian Sutil         | Spyker-Ferrari     | 67   | +1:00.129     |                    |
| 9                 | 5         | 18 | Vitantonio Liuzzi    | Toro Rosso-Ferrari | 67   | +1:20.622     | [ 6 ]              |
| 10                | 7         | 8  | Rubens Barrichello   | Honda              | 67   | +1:28.342     |                    |
| 11                | 5         | 7  | Jenson Button        | Honda              | 66   | +1 okr.       | zawieszenie        |
| 12                | 10        | 21 | Sakon Yamamoto       | Spyker-Ferrari     | 66   | +1 okr.       |                    |
| 13                | Bez zmian | 12 | Jarno Trulli         | Toyota             | 66   | +1 okr.       |                    |
| 14                | 9         | 9  | Nick Heidfeld        | BMW Sauber         | 65   | +2 okr.       | silnik             |
| 15                | 6         | 22 | Takuma Satō          | Super Aguri-Honda  | 65   | +2 okr.       | kolizja            |
| Niesklasyfikowani |           |    |                      |                    |      |               |                    |
|                   |           | 11 | Ralf Schumacher      | Toyota             | 55   |               | uszkodzenie opony  |
|                   |           | 23 | Anthony Davidson     | Super Aguri-Honda  | 54   |               | sensor pedału gazu |
|                   |           | 16 | Nico Rosberg         | Williams-Toyota    | 49   |               | elektronika        |
|                   |           | 19 | Sebastian Vettel     | Toro Rosso-Ferrari | 46   |               | kolizja z Webberem |
|                   |           | 15 | Mark Webber          | Red Bull-Renault   | 45   |               | kolizja z Vettelem |
|                   |           | 1  | Fernando Alonso      | McLaren-Mercedes   | 41   |               | wypadek            |
|                   |           | 17 | Alexander Wurz       | Williams-Toyota    | 19   |               | kolizja z Massą    |
| P                 | + / –     | Nr | Kierowca             | Konstruktor        | Okr. | Czas / Strata | Komentarz          |

### Najszybsze okrążenie
| Nr | Kierowca       | Konstruktor      | Czas     | Okr. |
| -- | -------------- | ---------------- | -------- | ---- |
| 2  | Lewis Hamilton | McLaren-Mercedes | 1:28.193 | 27   |

## Lista startowa
| Nr | Kierowca             | Zespół                      | Samochód         | Silnik                       | Opony |
| -- | -------------------- | --------------------------- | ---------------- | ---------------------------- | ----- |
| 1  | Fernando Alonso      | Vodafone McLaren Mercedes   | McLaren MP4-22   | Mercedes-Benz FO108T 2,4l V8 | B     |
| 2  | Lewis Hamilton       | Vodafone McLaren Mercedes   | McLaren MP4-22   | Mercedes-Benz FO108T 2,4l V8 | B     |
| 3  | Giancarlo Fisichella | ING Renault F1 Team         | Renault R27      | Renault RS27 2,4l V8         | B     |
| 4  | Heikki Kovalainen    | ING Renault F1 Team         | Renault R27      | Renault RS27 2,4l V8         | B     |
| 5  | Felipe Massa         | Scuderia Ferrari Marlboro   | Ferrari F2007    | Ferrari 056 2,4l V8          | B     |
| 6  | Kimi Räikkönen       | Scuderia Ferrari Marlboro   | Ferrari F2007    | Ferrari 056 2,4l V8          | B     |
| 7  | Jenson Button        | Honda Racing F1 Team        | Honda RA107      | Honda RA807E 2,4l V8         | B     |
| 8  | Rubens Barrichello   | Honda Racing F1 Team        | Honda RA107      | Honda RA807E 2,4l V8         | B     |
| 9  | Nick Heidfeld        | BMW Sauber F1 Team          | BMW Sauber F1.07 | BMW P86/7 2,4l V8            | B     |
| 10 | Robert Kubica        | BMW Sauber F1 Team          | BMW Sauber F1.07 | BMW P86/7 2,4l V8            | B     |
| 11 | Ralf Schumacher      | Panasonic Toyota Racing     | Toyota TF107     | Toyota RVX-07 2,4l V8        | B     |
| 12 | Jarno Trulli         | Panasonic Toyota Racing     | Toyota TF107     | Toyota RVX-07 2,4l V8        | B     |
| 14 | David Coulthard      | Red Bull Racing             | Red Bull RB3     | Renault RS27 2,4l V8         | B     |
| 15 | Mark Webber          | Red Bull Racing             | Red Bull RB3     | Renault RS27 2,4l V8         | B     |
| 16 | Nico Rosberg         | AT&T Williams               | Williams FW29    | Toyota RVX-07 2,4l V8        | B     |
| 17 | Alexander Wurz       | AT&T Williams               | Williams FW29    | Toyota RVX-07 2,4l V8        | B     |
| 18 | Vitantonio Liuzzi    | Scuderia Toro Rosso         | Toro Rosso STR2  | Ferrari 056 2,4l V8          | B     |
| 19 | Sebastian Vettel     | Scuderia Toro Rosso         | Toro Rosso STR2  | Ferrari 056 2,4l V8          | B     |
| 20 | Adrian Sutil         | Etihad Aldar Spyker F1 Team | Spyker F8-VII    | Ferrari 056 2,4l V8          | B     |
| 21 | Sakon Yamamoto       | Etihad Aldar Spyker F1 Team | Spyker F8-VII    | Ferrari 056 2,4l V8          | B     |
| 22 | Takuma Satō          | Super Aguri F1              | Super Aguri SA07 | Honda RA807E 2,4l V8         | B     |
| 23 | Anthony Davidson     | Super Aguri F1              | Super Aguri SA07 | Honda RA807E 2,4l V8         | B     |
| Nr | Kierowca             | Zespół                      | Samochód         | Silnik                       | Opony |

## Klasyfikacja po wyścigu

### Kierowcy
| P                 | +/− | Kierowca             | Starty | Punkty | P1 | P2 | P3 | PP | NO | NS |
| ----------------- | --- | -------------------- | ------ | ------ | -- | -- | -- | -- | -- | -- |
| 1                 | 0   | Lewis Hamilton       | 15     | 107    | 4  | 5  | 3  | 5  | 2  | -  |
| 2                 | 0   | Fernando Alonso      | 15     | 95     | 4  | 3  | 3  | 2  | 3  | 1  |
| 3                 | 0   | Kimi Räikkönen       | 15     | 90     | 4  | 2  | 4  | 3  | 5  | 2  |
| 4                 | 0   | Felipe Massa         | 15     | 80     | 3  | 3  | 2  | 5  | 5  | 2  |
| 5                 | 0   | Nick Heidfeld        | 15     | 56     | -  | 1  | 1  | -  | -  | 2  |
| 6                 | 0   | Robert Kubica        | 14     | 35     | -  | -  | -  | -  | -  | 2  |
| 7                 | 0   | Heikki Kovalainen    | 15     | 30     | -  | 1  | -  | -  | -  | -  |
| 8                 | 0   | Giancarlo Fisichella | 15     | 21     | -  | -  | -  | -  | -  | 2  |
| 9                 | 0   | Nico Rosberg         | 15     | 15     | -  | -  | -  | -  | -  | 3  |
| 10                | 0   | Alexander Wurz       | 15     | 13     | -  | -  | 1  | -  | -  | 4  |
| 11                | +1  | David Coulthard      | 15     | 13     | -  | -  | -  | -  | -  | 7  |
| 12                | −1  | Mark Webber          | 15     | 10     | -  | -  | 1  | -  | -  | 6  |
| 13                | 0   | Jarno Trulli         | 15     | 7      | -  | -  | -  | -  | -  | 4  |
| 14                | 0   | Ralf Schumacher      | 15     | 5      | -  | -  | -  | -  | -  | 5  |
| 15                | 0   | Takuma Satō          | 15     | 4      | -  | -  | -  | -  | -  | 3  |
| 16                | 0   | Jenson Button        | 15     | 2      | -  | -  | -  | -  | -  | 5  |
| 17                | +5  | Adrian Sutil         | 15     | 1      | -  | -  | -  | -  | -  | 5  |
| 18                | −1  | Sebastian Vettel     | 6      | 1      | -  | -  | -  | -  | -  | 2  |
| 19                | −1  | Rubens Barrichello   | 15     | -      | -  | -  | -  | -  | -  | 1  |
| 20                | +1  | Vitantonio Liuzzi    | 15     | -      | -  | -  | -  | -  | -  | 7  |
| 21                | −2  | Scott Speed          | 10     | -      | -  | -  | -  | -  | -  | 7  |
| 22                | −2  | Anthony Davidson     | 15     | -      | -  | -  | -  | -  | -  | 4  |
| 23                | +1  | Sakon Yamamoto       | 5      | -      | -  | -  | -  | -  | -  | 1  |
| 24                | −1  | Christijan Albers    | 9      | -      | -  | -  | -  | -  | -  | 4  |
| Niesklasyfikowani |     |                      |        |        |    |    |    |    |    |    |
| -                 |     | Markus Winkelhock    | 1      | -      | -  | -  | -  | -  | -  | 1  |
| P                 | +/− | Kierowca             | Starty | Punkty | P1 | P2 | P3 | PP | NO | NS |

### Konstruktorzy
| P  | +/− | Konstruktor        | Starty | Punkty | P1 | P2 | P3 | PP | NO | NS |
| -- | --- | ------------------ | ------ | ------ | -- | -- | -- | -- | -- | -- |
| 1  | 0   | Ferrari            | 30     | 170    | 7  | 5  | 6  | 8  | 10 | 4  |
| 2  | 0   | BMW Sauber         | 30     | 92     | -  | 1  | 1  | -  | -  | 4  |
| 3  | 0   | Renault            | 30     | 51     | -  | 1  | -  | -  | -  | 2  |
| 4  | 0   | Williams-Toyota    | 30     | 28     | -  | -  | 1  | -  | -  | 7  |
| 5  | 0   | Red Bull-Renault   | 30     | 23     | -  | -  | 1  | -  | -  | 13 |
| 6  | 0   | Toyota             | 30     | 12     | -  | -  | -  | -  | -  | 9  |
| 7  | 0   | Super Aguri-Honda  | 30     | 4      | -  | -  | -  | -  | -  | 7  |
| 8  | 0   | Honda              | 30     | 2      | -  | -  | -  | -  | -  | 6  |
| 9  | +1  | Spyker-Ferrari     | 30     | 1      | -  | -  | -  | -  | -  | 11 |
| 10 | −1  | Toro Rosso-Ferrari | 30     | -      | -  | -  | -  | -  | -  | 16 |
| 11 | 0   | McLaren-Mercedes   | 30     | -      | 8  | 8  | 6  | 7  | 5  | 1  |
| P  | +/− | Konstruktor        | Starty | Punkty | P1 | P2 | P3 | PP | NO | NS |

### Prowadzenie w wyścigu
| Nr                              | Kierowca             | Okrążenia   | Suma |
| ------------------------------- | -------------------- | ----------- | ---- |
| 2                               | Lewis Hamilton       | 1-28, 41-67 | 55   |
| 15                              | Mark Webber          | 32-36       | 5    |
| 19                              | Sebastian Vettel     | 29-31       | 3    |
| 4                               | Heikki Kovalainen    | 37-39       | 3    |
| 3                               | Giancarlo Fisichella | 40          | 1    |
| \| Wykres \| \| ------ \| \| \| |                      |             |      |
| Wykres                          |                      |             |      |
|                                 |                      |             |      |